# Cízico

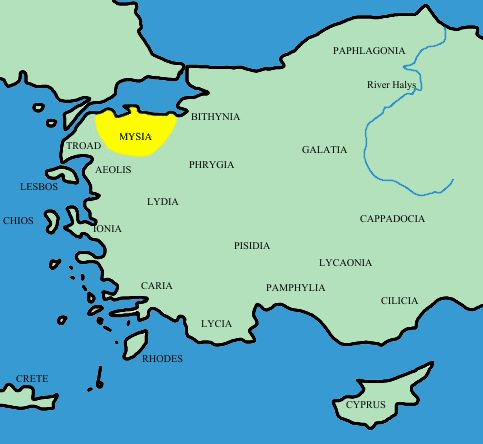
Cízico localizava-se na Mísia

Cízico ou Cizico (em grego: Κύζικος; transl. Kyzikos) foi uma antiga cidade da Mísia, na Anatólia, situada na atual província turca de Balıkesir, na costa da península de Kapu-Dagh (antigo Arctoneso) - que seria, segundo algumas versões, originalmente uma ilha do mar de Mármara, ligada artificialmente com o continente em tempos imemoriais.
Atualmente Cízico está protegida pelo Ministério da Cultura da Turquia, e está ligada através de estradas com as cidades de Erdek e Bandırma.